# Zambiya
Zambiya est le onzième roi de la Ire dynastie d'Isin. Son début de règne est situé vers 1837/6 av. J-C et sa fin est inconnue. Son règne paraît cependant avoir été très court. Il s'allia avec les rois de Kazallu, d'Ourouk et de l'Élam contre Larsa mais cette vaste coalition est défaite vers 1837 av. J-C.